# USS Akron (ZRS-4)
USS Akron (ZRS-4) – helowy sterowiec szkieletowy amerykańskiej marynarki wojennej, eksploatowany w latach 1931 - 1933.
Statek o długości 239 metrów, o 6 metrów krótszy od niemieckiego LZ 129 Hindenburg, wraz ze swym siostrzanym sterowcem USS Macon (ZRS-5) był jednym z największych obiektów latających na świecie w tamtym czasie i największym sterowcem napełnionym helem (Hindenburg wypełniony był wodorem).
Budowę rozpoczęto 31 października 1929 w Goodyear Airdock w Springfield Township w pobliżu Akron, w stanie Ohio przez firmę Goodyear-Zeppelin Corporation przez zespół doświadczonych inżynierów niemieckich pod kierownictwem głównego projektanta Karla Arnsteina. 
8 sierpnia 1931 roku Akron został ochrzczony w hangarze przez Lou Hoover (żonę prezydenta Stanów Zjednoczonych, Herberta Hoovera). Dziewiczy lot odbył się po Cleveland, Ohio wieczorem 23 września 1931, z sekretarzem Marynarki Wojennej Adamsem oraz kontradmirałem Moffettem na pokładzie. Natomiast swą pierwszą podróż po oficjalnym przyjęciu do służby, rozpoczął 2 listopada 1931 roku wzdłuż wschodniego wybrzeża Stanów Zjednoczonych do Waszyngtonu. W ciągu następnych tygodni wylatał około 300 godzin, w tym 46-godzinny lot wytrzymałościowy do Mobile w Alabamie i z powrotem.
USS Akron był wykorzystywany w manewrach rozpoznawczych marynarki wojennej, a także testowany jako swego rodzaju lotniskowiec powietrzny, niejednokrotnie potwierdzając swoją skuteczność. W trakcie eksploatacji uczestniczył w czterech wypadkach:
- 22 lutego 1932 - w Lakehurst podczas wyprowadzania z hangaru, rufa wyrwała się z lin i wiatr uderzył nią o ziemię[3].
- 11 maja 1932 - w Camp Kearny, San Diego, Kalifornia w wyniku błędów nieprzeszkolonej obsługi naziemnej i braku sprzętu do cumowania tej wielkości sterowców oraz zmniejszenia ciężkości statku w wyniku rozgrzania słońcem helu i zużycia paliwa podczas międzykontynentalnych rejsów, utracono nad nim kontrolę. Aby nie „stanął na nosie" i uległ uszkodzeniom, odcięto główną linę cumującą. Większość trzymających pozostałe liny cumujące marynarzy puściło je, ale czterech zrobiło to zbyt późno: jeden spadł z 4,6 m i złamał rękę; pozostali zostali uniesieni wysoko w powietrze: dwóch ostatecznie spadło i zginęło, trzeciego udało się wciągnąć na pokład sterowca[4].
- 22 sierpnia 1932 - w Lakehurst podczas cumowania sterowiec został uszkodzony o dźwigar hangaru.
- 4 kwietnia 1933 - podczas sztormu sterowiec wpadł do Atlantyku, w wyniku czego śmierć poniosło 73 członków załogi i pasażerów, w tym kadm. William Adger Moffett. Ta katastrofa spowodowała zmierzch ery szkieletowych sterowców w służbie amerykańskiej.